# Beit Zera
Beit Zera (hebräisch בֵּית זֶרַע Bejt Sera, deutsch ‚Haus des Samens‘, auch Beth Sera) ist ein im September 1927 mehrheitlich von deutschen Einwanderern gegründeter Kibbuz im Jordantal etwa vier Kilometer südlich des Sees Genezareth. 2018 lebten in dem Kibbuz 590 Menschen.

## Vorgeschichte

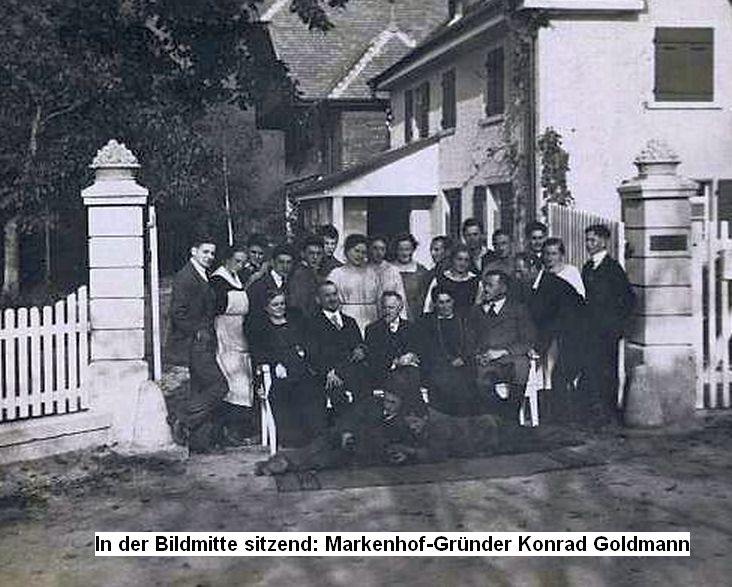
Markenhof-Gründer Konrad Goldmann (sitzend in der Bildmitte) im Kreis einer Hachschara-Gruppe (vermutlich 1921)

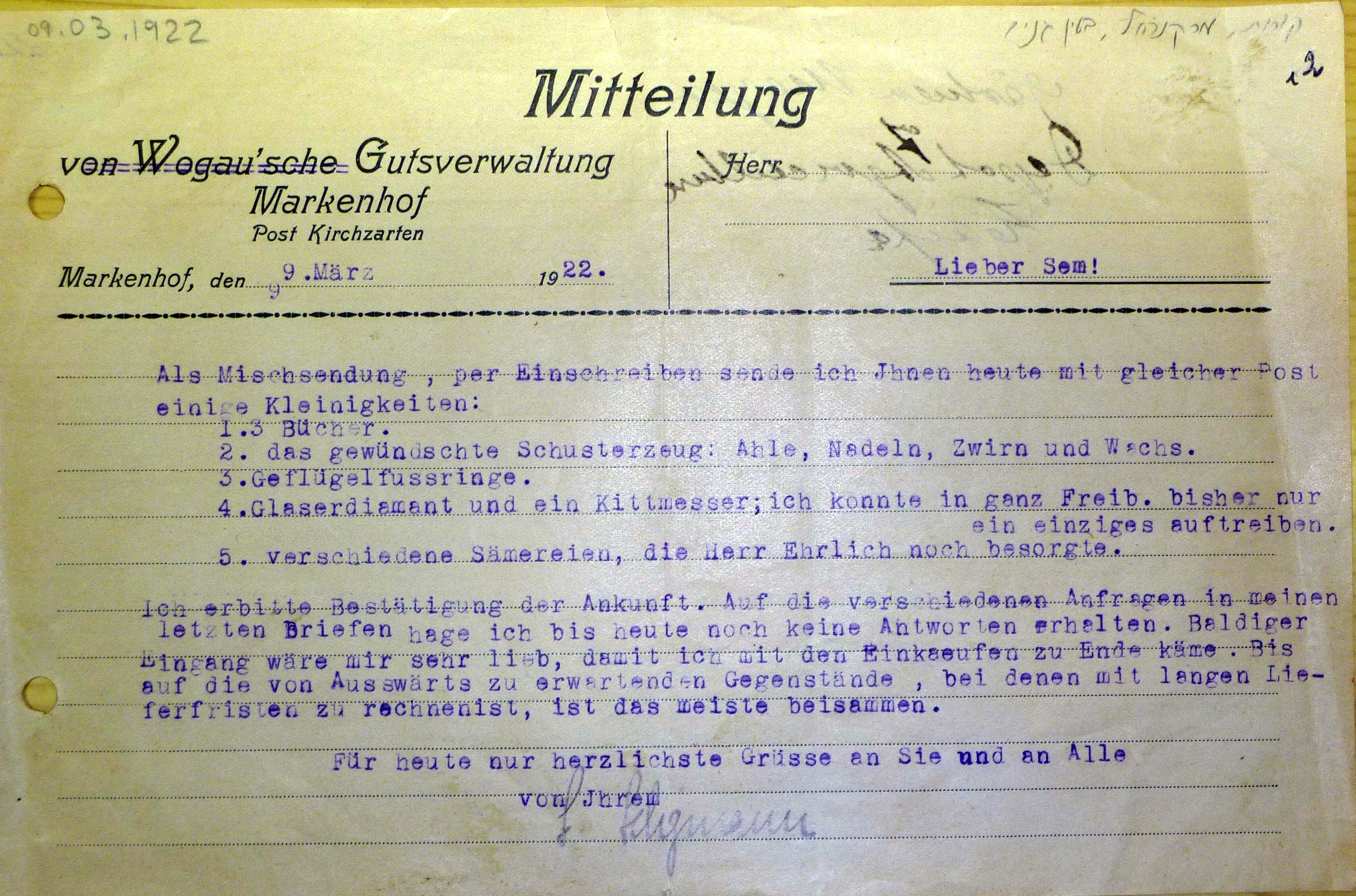
Nachricht vom 9. März 1922 des Markenhof-Ausbildungsleiters Siegmund Seligmann an Zem Silberstein

Die Geschichte von Beit Zera beginnt im Jahre 1919 mit der Einrichtung einer Hachschara-Ausbildungsstätte auf dem von dem jüdischen Fabrikanten Konrad Goldmann erworbenen Markenhof in der Nähe von Kirchzarten im Südschwarzwald, auf dem junge Zionisten, darunter auch Mitglieder des jüdischen Wanderbundes Blau-Weiß, ihre Vorbereitungen für eine Auswanderung nach Palästina absolvierten.

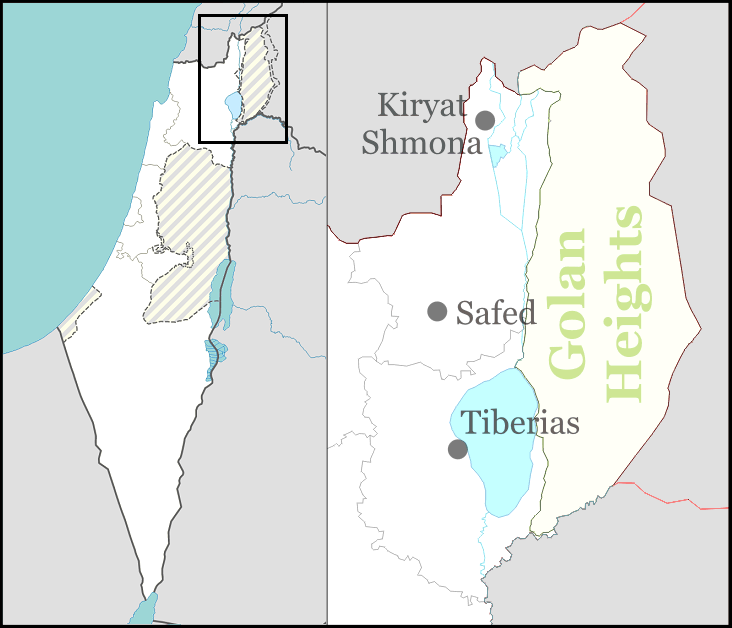
Die Nordregion Israels

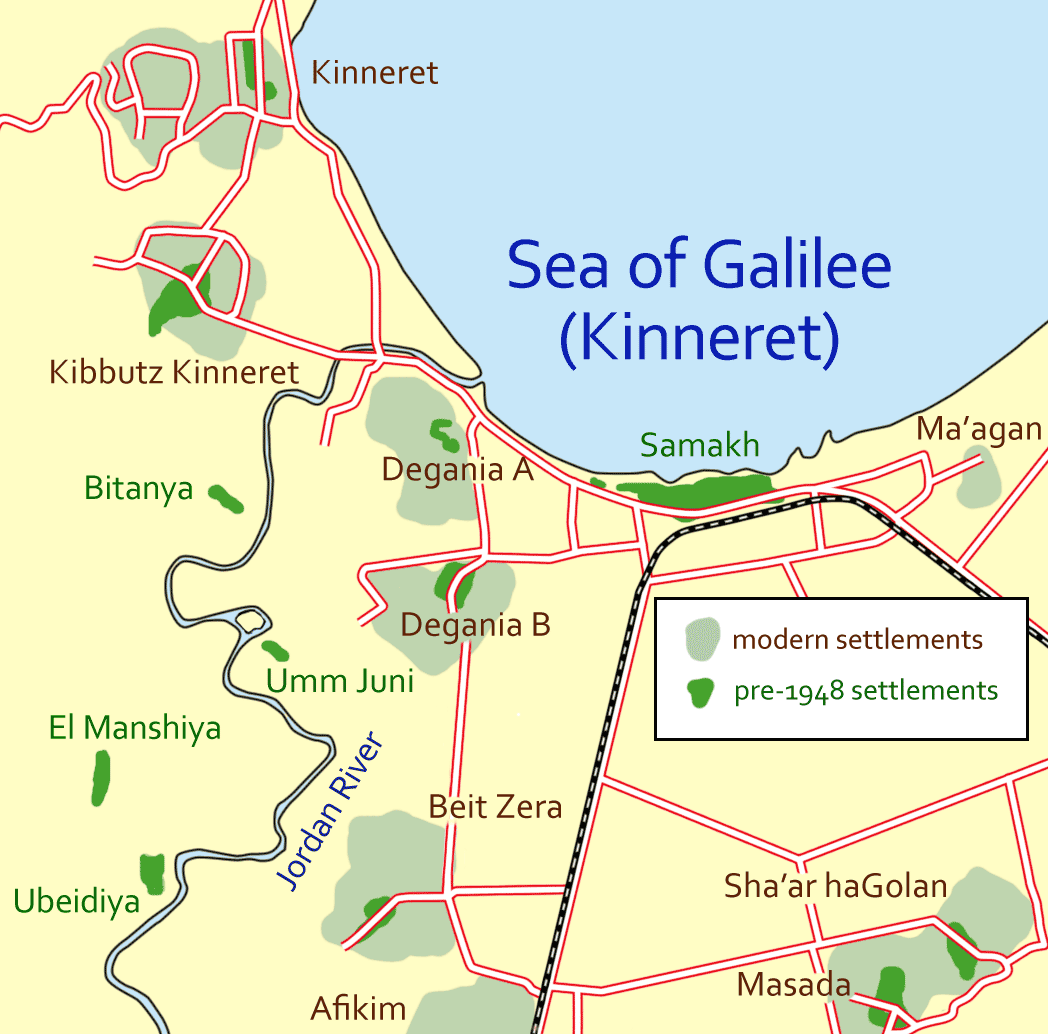
Die Lage von Beth Sera (Beit Zera) südlich des Sees Genezareth (Kinneret)

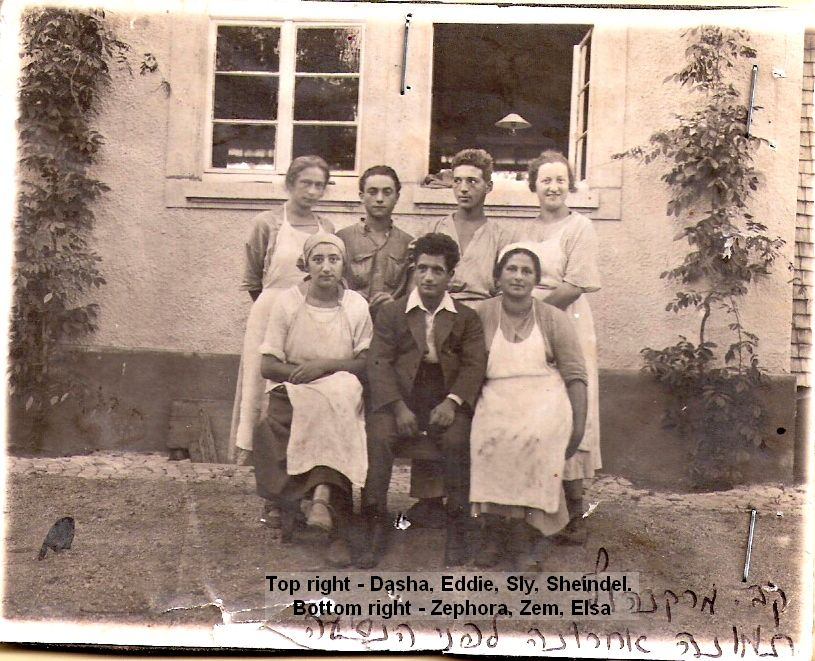
Die sieben Markenhof-Elevinnen und Eleven, die im Dezember 1921 gemeinsam nach Palästina gingen. Drei von ihnen gehören zur Gründergeneration von Beit Zera: Scheindel Porat (oberste Reihe rechts), Zem Ziv (Silberstein) (untere Reihe Mitte), Zippora (Zephora) Karmel (untere Reihe rechts)

### Ein Ganim
Im Dezember 1921 wanderte eine erste Pioniergruppe aus vier Frauen und drei Männern nach Palästina ein. Ihre erste Station in Palästina war das in der Scharonebene liegende Ein Ganim (Lage), eine 1908 als erster Moschav gegründete Siedlung, die 1937 nach Petach Tikwa eingemeindet wurde. In der Nähe befand sich auch die Siedlung Wilhelma (Bnei Atarot) der aus dem Königreich Württemberg nach Palästina gekommenen Siedler der christlich-pietistischen Templergesellschaft. Zwischen ihnen und den Markenhofern ergaben sich Kontakte auf dem Markt von Petach Tikwa, wo sie allerdings auch als Konkurrenten beim Absatz ihrer landwirtschaftlichen Produkte aufeinander trafen. Die Gruppe selber war, wie die nebenstehende Nachricht ihres ehemaligen Ausbilders zeigt, noch auf Unterstützung aus Deutschland angewiesen, die vom Markenhof besorgt wurde.
Einen ersten Eindruck in das neue Siedlungsprojekt vermittelten die Journalisten Richard Arnold Bermann und Arthur Rundt in ihrem 1923 veröffentlichten Buch Palästina. Ein Reisebuch. In dem von Bermann stammenden Kapitel Milch und Honig beschreibt er zunächst die Unterschiede zwischen den Siedlern der ersten Generation und den Neuen aus Deutschland, die die alten Kolonisten nicht verstehen würden und nur ein Ziel vor Augen hätten: eigenes Land in Galiläa. Bis dahin würden sie auf gepachtetem Land wirtschaften und ihre Zeit zur praktischen Einübung landwirtschaftlicher Arbeitstechniken nutzen, zur Gewöhnung an das Klima und zum Erlernen der hebräischen Sprache. Seinen ersten Eindruck von der Kwuza beschrieb er so:

„Ein Mädchen in weißem Linnen wässert fruchtschwere Bananenstauden; hundert kleine Kücken wimmeln piepsend auf dem Hof umher. Ich spreche das Mädchen an und bekomme eine Antwort im Berliner Dialekt. Eine junge Dame aus der Köpenicker Straße, Berlin O, vor kurzem noch Stenotypistin. Dann hat sie in der Ackerbauschule Markenhof bei Freiburg im Breisgau gelernt, wo junge Juden im Ackerbau unterwiesen werden.“

Wie das Mädchen seien auch dessen Gefährten überwiegend Markenhofer, die einige Monate zuvor zum Zweck „gemeinsamer Arbeit und zu gemeinsamer Freiheit“ ihre Kwuzah gegründet hätten. Bermann verwies auch auf die finanziellen Nöte der Gemeinschaft und auf das manchmal knappe Essen. Selber angetan von der Fruchtbarkeit der Scharonebene, bewundert er den Mut der Gruppe, diese verlassen und in Galiläa (Galill) siedeln zu wollen, wo ihnen der Jüdische Nationalfonds eigenes Land versprochen habe.

„Hier in der Ebene Saron fließt Milch und Honig, in Galill ist erst noch alles urbar zu machen. Wer hingeht, der weiß, daß er seinen Leib dem Sumpffieber ausliefert. Er wird in zugigen Zelten schlafen. Der Baum, der Schatten geben soll, ist erst zu pflanzen. Die Quelle, aus der man trinken soll, sickert im Morast, der Weg zur neuen glückseligen Gemeinschaft führt durch Hunger.
Und doch, nach Galill, Galill, Galill!“

### Ruba al-Nasra
Die Gruppe musste 1923 Ein Ganim verlassen, weil der Verpächter das Land für sich benötigte und weitere Absolventen des Markenhofs hinzukamen. Sie ließen sich im Dezember 1923 gemeinsam in Ruba al-Nasra, dem heutigen Mizra (Lage) in der Jesreelebene nieder, etwa auf halbem Wege zwischen Afula und Nazareth. Nach Frankenstein wurde dort noch eine zweite Gruppe angesiedelt, was bald zu beengten Platzverhältnissen und letztlich zu einem abermaligen Standortwechsel geführt habe.
Um den 20. Oktober 1924 herum traf die aus Berlin stammende und damals zweiunddreißigjährige Margarete (Grete) Brauer, die Schwester des Ethnologen Erich Brauer in Ruba al-Nasra ein, um sich dort der Markenhof-Gruppe anzuschließen. Als ehemalige Freundin von Gershom Scholem traf sie dort auf viele Bekannte aus der Berliner Jung-Juda-Gruppe, darunter einige, die, wie sie selber, Gründerinnen und Gründer von Beit Zera wurden. Grete Brauer, früher Blau-Weiß-Mitglied, gehörte im Dezember 1922 zu den Mitunterzeichnern einer von Gerschom Scholem initiierten Erklärung, mit der sich Jung Juda schärfstens von den Prunner Beschlüssen des Blau-Weiß abgrenzte. Von den 17 Unterzeichnerinnen und Unterzeichnern dieser Erklärung:S. 705–711 traf Grete Brauer sechs Personen wieder in Ruba al-Nasra: Meʾir Flanter, Benjamin Freund, Meta Jahr (später verheiratet mit Meʾir Flanter):S. 135, Gershom (Gotthold) Kalischer, Schlomoh Krolik und Alex Prag. Mit zwei weiteren, ihrem Bruder Erich und ihrem späteren Ehemann Harry (Aharon) Heller, führte sie von Palästina aus einen regen Schriftwechsel.:S. 15 Harry Heller besuchte sie 1926 in Palästina, und Erich Brauer dokumentierte später in seinen Fotografien und Zeichnungen die Anfänge von Beit Zera nach dem Wegzug aus Umm Dschuni, Gershom Scholem gilt als der Namensgeber des Kibbuz, und Grete Brauers Brief vom 28. Oktober 1924 belegt zudem, dass Beit Zera als Name damals bereits in der Diskussion war, aber noch nicht von allen Gruppenmitgliedern akzeptiert wurde. Diese Ablehnung beruhte auch darauf, dass damals eine Übersetzung im Umlauf war, der zur Folge Beit Zera nicht Samenhaus bedeute, sondern Muttermund.:Brief vom 28. Oktober 1924 Unabhängig von dieser Übersetzungsproblematik sprach auch Arthur Ruppin in einem Tagebucheintrag vom 4. Oktober 1924 bereits von einem Besuch im „Markenhof (Beth Sera)“:S. 360, und am 2. Juli 1927, nur kurz vor der Zerstörung von Umm Dschuni, erwähnte er erneut einen Besuch in Beth Sera.:S. 388 Während der Zerstörung von Umm Dschuni hielt sich Ruppin in Europa auf, weshalb dieses Ereignis vermutlich in seinen Erinnerungen keine Erwähnung fand, doch bei drei weiteren Besuchen im Jordantal (31. Dezember 1927, 4. Mai 1929, 14. Juni 1930) gehörte immer auch Beth Sera zu den erwähnten Orten und niemals ein anderer Name für diese Siedlung.:S. 398, S. 413, S. 424
Viele von Grete Brauers Briefen bestätigen die oben erwähnten Vorahnungen von Richard A. Bermann über das Leben in Galiläa: überlange Arbeitszeiten, unzureichende Ernährung, unhygienische Lebensverhältnisse, Magen- und Darmerkrankungen, nicht beherrschbare Flohplage, mangelnde ärztliche Betreuung. Die Kwuza selber bestand nach ihren Worten aus Holzbaracken, drei Wohn- und einer Stallbaracke, die einen Hof umschlossen.:Brief ohne Tagesdatum vom Oktober 1924 Wasser musste mit Tonnen auf einem Wagen herangefahren werden und stand dann als Trink- und Waschwasser offen herum.:Brief vom 28. Oktober 1924 35 bis 40 Menschen hätten dort gelebt.:Brief vom 2. Dezember 1924 
Einen breiten Raum in Grete Brauers Briefen nehmen die Prozesse innerhalb der Gruppe ein. Zum einen beklagt sie ihre Schwierigkeiten, von der Gruppe akzeptiert zu werden, zum anderen beschreibt sie die teils ruppigen Umgangsformen innerhalb der Gruppe. Nach einer Kibbuz-Versammlung (סִיחָה Sicha), bei der es um das Verhältnis der Chaverim untereinander ging, schrieb sie: „Ich, die ich neu und solcher Szenen ungewohnt bin, nehme anscheinend alles zu ernst, die Menschen, ihre Reden, ihre gegenseitigen Anrempelungen. Jeder ist ausserordentlich empfindlich, aber immer bereit, dem anderen eines auszuwischen.“:Brief vom 13. November 1924 Im Zentrum ihrer Kritik stehen dabei immer wieder Benjamin Freund, Alex Prag und Hans Altberg, denen sie vorwirft, Forderungen an andere Gruppenmitglieder zu formulieren, denen sie selber nicht gerecht werden.:Brief vom 2. Dezember 1924 Gershom Scholem wiederum scheint in der Gruppe kein großes Ansehen mehr genossen zu haben, da er als Bibliothekar an der NLI über ein für die Gruppenmitglieder unvorstellbar hohes Einkommen verfüge, sich aber in Notlagen wenig hilfsbereit gezeigt habe.:Brief vom 2. Dezember 1924
Nach Frankenstein war Artur Rundt fasziniert „von den scheinbar unkomplizierten, lockeren Beziehungen zwischen Männern und Frauen in der Gruppe“, was „ein eher oberflächlicher, wenn nicht ganz trügerischer Eindruck“ gewesen sei. Die Realität hinter diesem „trügerischen Eindruck“ hatte sich auch nach dem Umzug nach Ruba al-Nasra nicht verändert, wie die Briefe von Grete Brauer zeigen. Sie, die meist von den Mädchen sprach, wenn sie über die Chaverot schrieb, ihre Mit-Genossinnen, hielt diese für überarbeitet und überfordert:Brief vom 28. Oktober 1924, berichtete von einem missglückten Selbstmordversuch eines Mädchens, das offenbar ein verstecktes Zusammenleben mit einem Jungen nicht mehr ertrug:Brief vom 18. November 1924 und von Mädchen, die sehr unglücklich seien und sich ernsthaft mit dem Gedanken trügen, „aus der Kwuzah, in der man ihnen ja wirklich keine Entfaltung zulaesst, hinauszugehen“.:Brief vom 21. November 1924 Vordergründig gegen Hans Altenberg gerichtet, der abfällige Bemerkungen über einige Mädchen gemacht zu haben scheint, sieht sie ein tieferes Problem darin, dass die Mädchen, die bis zum Eintreffen der Jungen die Trägerinnen der Kwuza gewesen seien, nun von diesen bewusst an den Rand gedrängt würden. Sie kommt so zu einer wenig optimistischen Einschätzung über die Stellung der Mädchen innerhalb der Kwuza:

„Die Mädchen sind nicht so wie er [Hans Altenberg] sie sieht. Von ihrer Freude am Spiel und Tanz habe ich auch noch nicht das geringste gemerkt. Im Gegenteil. Diese Maedchen sind jetzt sehr ungluecklich. Es sind in ihrer Art sichere besondere Maedchen, irgend wie ueber dem Durchschnitt stehend und wenn ihre Ansichten in manchen Dingen auch anders sein moegen als die der Jungen, so kann man sie nicht als dumm bezeichnen. Es ist jetzt keine Gemeinschaft zwischen ihnen und ich fuerchte, es wird auch nie eine entstehen. Aber ich glaube, die Gruende dafuer sind ganz andere. Die selbstaendige, den Jungen zum Teil ueberlegene Art der Maedchen laesst das anscheinend nicht zu. Diese Maedchen, die sich anscheinend ‚in dem Sumpf des neuen Jischuv‘ so wohl fuehlen sollen, stehen in Wirklichkeit ganz allein.“

Trotzdem stellt Grete Brauer die Kwuza nicht in Frage und verteidigt sie auch, nachdem Mitglieder die Gruppe verlassen haben. Als Motiv dahinter vermutet sie die Unfähigkeit zum engen Zusammenleben, wie es in einer Kwuza gefordert wird. Trotz aller Schwierigkeiten sieht sie aber das individuelle Streben nach „Freiheit, eigenem Leben, Wirtschaften auf eigene Verantwortung“ sehr kritisch und beschwört die Vorteile der Gemeinschaft: „Dem gegenüber fuehrt man in einer Kwuzah ein verhaeltnismässig ruhiges und gesichertes Leben, Ist man krank, springt ein anderer ein, auf eine schwangere Frau wird Ruecksicht genommen, Kinder sind das heilige Gut der Gesamtheit.“:Brief vom 24. Januar 1925
Dezember 1924 und Januar 1925 brachten neue Härten mit sich. Der Regen hatte eingesetzt und die Erde aufgeweicht, was für ständig durchnässte Kleidung sorgte. Dann kam die Kälte, das Wasser gefror in den Fässern, es gab keine Öfen, kein Petroleum, die Vorräte waren aufgebraucht, kein Geld vorhanden. Doch auch dies hält sie in einer Kwuza leichter zu ertragen, als in einer Einzelwirtschaft.:Brief vom 24. Januar 1925 Am Folgetag sollte ein eigener Weinberg gepflanzt werden, aber die Geldsorgen waren auch im März 1925 noch nicht vorüber. „Du ahnst garnicht, wie schwer beinahe unmoeglich es ist, eine Wirtschaft wie die unsre mit solch geringen oder sagen wir besser garkeinen Geldmitteln aufrecht zu erhalten.“:Brief vom März 1925 (ohne Tagesdatum) Am 1. April 1925 wurde die Hebräische Universität Jerusalem eröffnet, was viele Touristen ins Land brachte, von denen einige auch Ruba al-Nasra besuchten. Grete Brauer war davon wenig begeistert.

„Die meisten Reisenden, die herkommen, steigen aus dem Auto (denn richtige Touristen reisen natuerlich nur im Auto durch das Land), werfen einen Blick in unseren Ess- und Wohnraum, fragen ein paar dumme Fragen und fahren los. Und dann erzählen sie, sie haetten das Land kennen gelernt. Die meisten benehmen sich etwas befangen. Wir kommen ihnen, glaube ich, wie Wunder vor. (‚Kinder, seid ihr glicklich?‘)“

Statt der Touristen kamen im Sommer die Flöhe als Plage zurück.:Brief vom 23. Juni 1925 Zu dieser Zeit zählte die Markenhof-Gruppe 26 Personen.

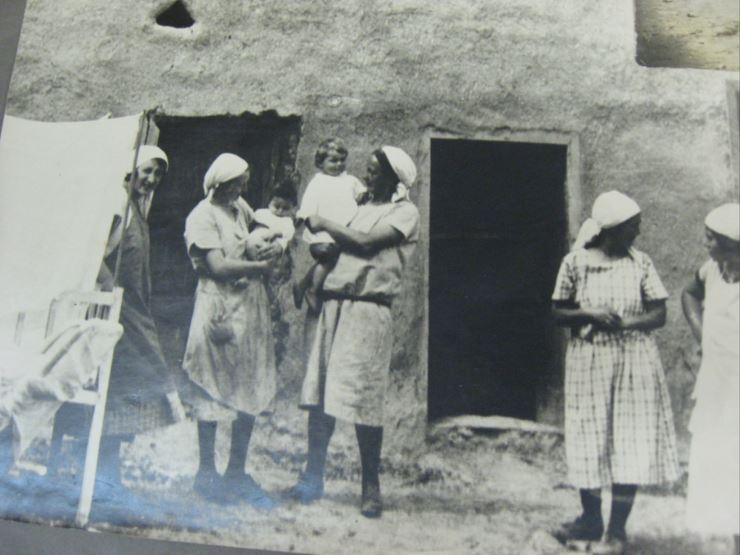
Aufnahme aus der Vorgängersiedlung von Beit Zera in Umm Dschuni, um 1927

### Umm Dschuni
Da der Platz in Ruba al-Nasra für die zwei eng beieinander liegenden Kwuzot nicht reichte, zogen im Oktober 1926 die inzwischen 23 Markenhofer zusammen mit einigen Tschechen an einen neuen Siedlungsort um. Diesen fanden sie im Jordantal südlich von Degania auf dem Gelände des verlassenen arabischen Dorfes Umm Dschuni. (Lage) Der Platz wurde zeitweilig Degania C genannt und war nur als vorläufiger Siedlungsplatz vorgesehen, bevor eine dauerhafte Siedlungsfläche zugewiesen werden würde. Im Juli 1927 vernichtete ein Erdbeben die Lehmhütten, in denen die Gruppe Unterschlupf gefunden hatte. Sie mussten mehrere Monate unter freiem Himmel und „später in Baracken schlafen, da ihre Finanzen sofortige Neubauten nicht zuließen“.

## Die Gründungsphase von Beit Zera
Ein undatierte Brief von Grete Brauer legt nahe, dass schon vor dem Erdbeben Verhandlungen mit den jüdischen Institutionen über den dauerhaft angestrebten Siedlungsort stattgefunden hatten, an denen auch Richard Kauffmann beteiligt war. Es habe Zusagen für den Bau einer Bewässerungsanlage gegeben sowie über £ 1.000 für den Bau eines halben Kuhstalls und eines Wohnhauses. Das erklärt, weshalb die inzwischen 34 Mitglieder der Gruppe bereits am 20. September 1927 an den neuen Platz übersiedeln und im November desselben Jahres mit dem Bau des ersten Hauses beginnen konnten. Der Name für die neue Heimstatt, für den spätestens seit 1924 schon Beth Sera/Beit Zera in der Diskussion war (sieh oben), setzte sich erst allmählich durch.

„Die Namenswechsel des neu entstandenen Kibbutz’ spiegeln die Auseinandersetzung seiner Bewohner mit ihrer Identität wider. So büßte es den Namen ‚Kwutzat Markenhof‘ ein, als die Anzahl der Mitglieder, die nicht dem Ausbildungslager in Baden entstammten, wuchs. 1929 hieß die Gruppe ,Kfar Gun’ nach dem hebräischen Wort für das arabische Dorf ‚Um Djuni’, bis aufgrund finanzieller Förderung von Nathan Laski aus Manchester der Ort nach diesem Gönner als ,Kfar Nathan (Laski)‘ bezeichnet wurde. Schlussendlich wandten sich die Gründer, so wird es bis dato im Kibbutz tradiert, an den Autor Chaim Nachman Bialik […]: Er empfahl den Namen, Beth Sera’ (hebr. 571T n’:) – der talmudische Ausdruck bedeutet ‚das Saathaus‘ bzw. ein Grundstück, das ‚zum Säen bereit steht‘.“

Im hebräischen Artikel über die Markenhof-Gruppe wird berichtet, dass diese Namensgebung auf Gershom Scholem zurückgehe, mit dem einige der Gründergeneration befreundet waren. Dafür spricht auch die schon erwähnte frühe Diskussion um diesen Namen. Er sei aber erst durch die prominente Unterstützung von Samuel Agnon und Chaim Nachman Bialik gegen die zionistischen Siedlerinstitutionen durchzusetzen gewesen.
Beit Zera war der vierte im Jordantal gegründete Kibbuz.

### Die Gründergeneration
Das Archiv von Beit Zera kann 21 Gründerinnen und Gründer namentlich benennen.
| Nachname   | Geburtsname         | Vorname           | Herkunft: Stadt (Land)            | Mitgliedschaft in einem Jugendverband oder einer Jugendgruppe | Ausbildungsstätte                                | Einwanderung nach Palästina                    | Beitritt zum Kibbuz Beit Zera oder seinen Vorgängern |
| Oppenheim  | Kalischer           | Resi              | Berlin                            | Hechaluz                                                      |                                                  | 1925                                           | Seit 1925 Mitglied in der Ruba al-Nasra-Gruppe |
| Oppenheim  |                     | Hillel            | Sosnowiec (Polen)                 |                                                               |                                                  | 1925                                           | Seit 1925 Mitglied in der Ruba al-Nasra-Gruppe |
| Efrat      | Goitein             | Theodora (Dorle)  | Frankfurt am Main                 | Blau-Weiß & Hechaluz                                          | Markenhof                                        | Seit 1924 Mitglied in der Ruba al-Nasra-Gruppe | |
| Efrat      | Fröhlich (Freilich) | Zvi               | Krakau (Polen)                    |                                                               |                                                  | Seit 1924 Mitglied in der Ruba al-Nasra-Gruppe | |
| Ziv        | Silberstein         | Zem               |                                   | Blau-Weiß & Hechaluz                                          | Markenhof                                        |                                                | |
| Karmel     | Deutsch             | Zippora (Zephora) | Wyschnyzja (Bukowina)             | Blau-Weiß                                                     | Markenhof                                        | Dezember 1921                                  | Nach Grete Brauer Kwuza-Mitglied in Ruba al-Nasra. „Im ganzen Land bekannt und beruehmt ist Fanny-Ziporah.“:Brief vom 28. Oktober 1924 |
| Karmel     |                     | Löw (?)           | Krakau (Polen)                    |                                                               |                                                  | September 1926                                 | |
| Mohn       | Prag                | Margot            | Frankfurt am Main                 |                                                               | Markenhof                                        | 1924                                           | Nach Grete Brauer Kwuza-Mitglied in Ruba al-Nasra |
| Mohn       | Prag                | Alexander (Alex)  | Berlin                            | Jung Juda                                                     | Markenhof                                        | 1923                                           | Nach Grete Brauer Kwuza-Mitglied in Ruba al-Nasra |
| Mohn       |                     | Emanuel           | eventuell geboren in Umm Dschuni  |                                                               |                                                  |                                                | |
| Klein      |                     | Jacob             | Nitra (Slowakei)                  | „Der Mitarbeiter“ (?) & Hechaluz                              |                                                  | September 1925                                 | Seit 1925 Mitglied in der Ruba al-Nasra-Gruppe |
| Eliasberg  |                     | Georg             | Berlin                            |                                                               | Markenhof                                        | 1927                                           | |
| Sadan      | Ambos               | Zelig             | Slutoshov (Zlotoshov) (Westpolen) | Hashomer Hatzair                                              |                                                  | 24. April 1924                                 | Mitglied in der Ruba al-Nasra-Gruppe |
| Gilad      | Goldmann            | Eliezer           | Nitra (Slowakei)                  | Hashomer Hatzaʿir                                             |                                                  | 1. August 1925                                 | Seit 1925 Mitglied in der Ruba al-Nasra-Gruppe |
| Karmel     | Lemmler             | Haika (Heike)     | Auschwitz (Polen)                 | Hechaluz                                                      | Chestnova (Cestana) [Angabe nicht verifizierbar] | August 1926                                    | |
| Karmel     | Jehuda              |                   | Krakau (Polen)                    | Kommunistische Jugend                                         | Markenhof                                        | 1924                                           | |
| Porat      | Kahane              | Scheindel         | Krakau (Polen)                    |                                                               | Markenhof                                        | Dezember 1921                                  | Nach Grete Brauer Kwuza-Mitglied in Ruba al-Nasra. Am 15. Mai 1948, einen Tag nach der Unabhängigkeitserklärung des Staates Israel, wurde Beit Zera von den Syrern aus der Luft bombardiert. Sheindel Kahana-Freund wurde bei dem Bombenangriff getötet, ein weiteres Kibbuz-Mitglied verletzt. An den Tod von Sheindel Kahana-Freund erinnert in Beit Zera ein großes Mosaik-Wandbild. |
| Porat      | Freund              | Benjamin          | Ystrov (Ostrov ?)                 | Jung Juda                                                     | Messingwerk Finow                                | 1923                                           | Stieß 1923 zu der Gruppe in Ein Ganim. |
| Zimmermann | Baumritter          | Judith (Henny)    | Frankfurt am Main                 | Blau-Weiß & Hechaluz                                          | Markenhof                                        | 6. März 1923                                   | |
| Zimmermann | Michael             |                   | Schytomyr                         |                                                               | „Hope Israel“ (?)                                | Juni 1914 (im Alter von 10 Jahren)             | Während des Unabhängigkeitskrieges war er der Kommandant des Kibbuz. |
| Rotem      | Rothschild          | Peretz            | Stettin (?)                       | Blau-Weiß                                                     |                                                  | 16. Oktober 1922                               | Stieß 1926 zu der Gruppe in Umm Dschuni. |
| Brauer     |                     | Margarete (Grete) | Berlin                            | bis 1917 Blau-Weiß; parallel auch Jung Juda                   |                                                  | Oktober 1924                                   | Sie stieß 1924 zu der Gruppe in Ruba al-Nasra und gehörte zu den Gründerinnen von Beit Zera. Wegen finanzieller Schwierigkeiten ihrer Eltern kehrte sie 1928 nach Berlin zurück. Möglicherweise ist das der Grund, weshalb sie nicht in der Liste der 21 aufgeführt ist. |

Für einige von ihnen gibt es über die tabellarischen Daten hinaus weiterführende Informationen.

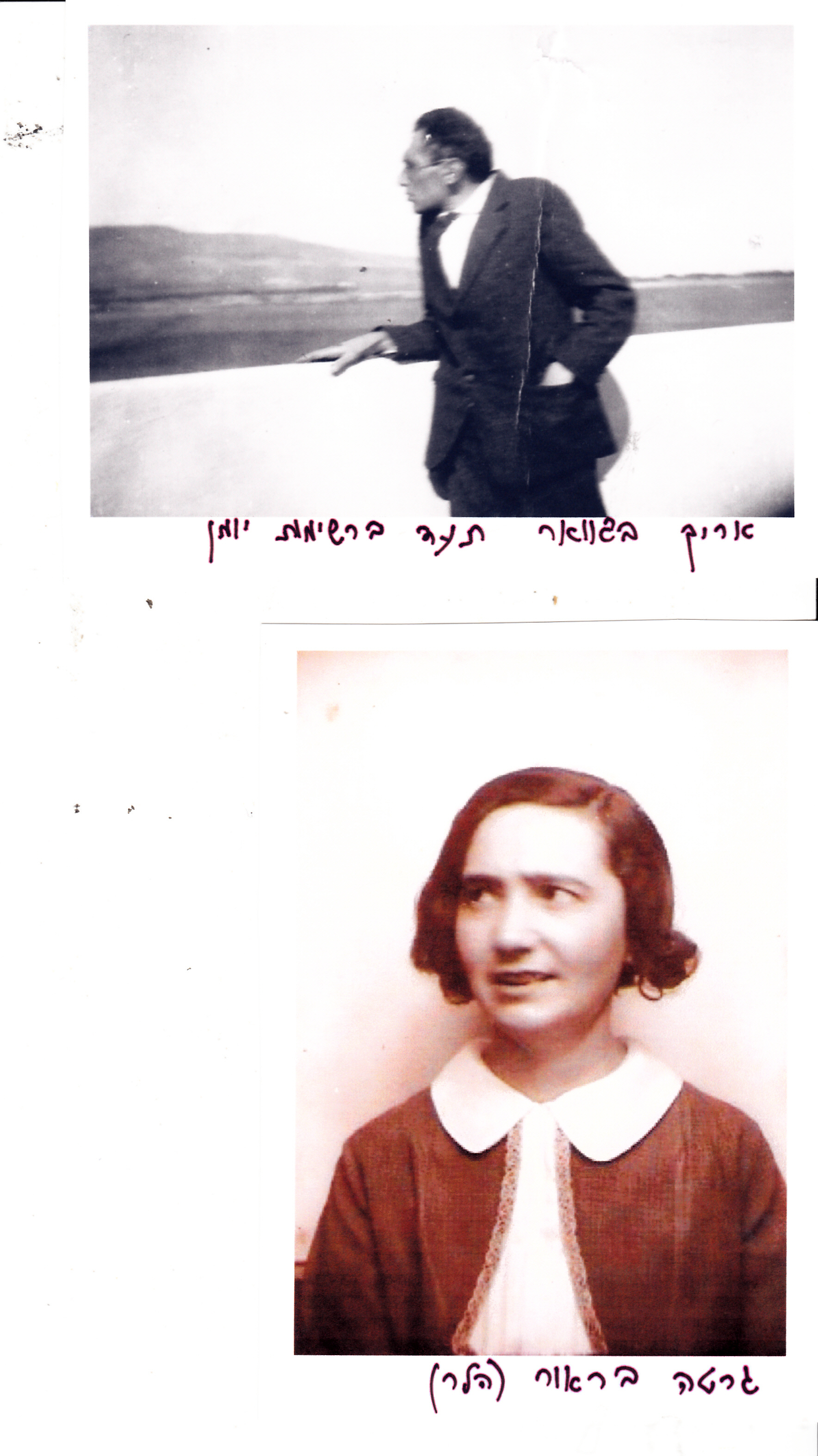
Die Geschwister Erich und Grete Brauer in Beit Zera. Das obere Bild zeigt Erich Brauer auf dem Dach des ersten Kibbuz-Hauses.

#### Grete Brauer
Margarethe (Grete) Brauer, später verheiratete Heller (* 7. Juli 1892 in Berlin; † 1. August 1982 in Santa Monica), war die ältere Schwester von Erich Brauer. Sie besuchte die Handelsschule und arbeitete bis zu ihrer ersten Übersiedelung nach Palästina im Jahre 1924 als Büroangestellte.:S. 13 Grete Brauer engagierte sich schon früh in der zionistischen Jugend, war bis 1917 Mitglied im Blau-Weiß:S. 59 und verkehrte parallel dazu auch in der Jung-Juda-Gruppe. Im Oktober 1924 emigrierte sie nach Palästina und schloss sich der damals in Ruba al-Nasra siedelnden Markenhof-Gruppe an, wo sie auf mehrere Freunde aus Berlin traf (siehe oben). Trotz mancher Kritik an den Lebensverhältnissen und dem Leben innerhalb der Gruppe blieb sie dieser treu und gehörte zu denen, die 1927/1928 Beit Zera an seinem heutigen Standort gründeten. Sie wurde dort und vorher schon in Ruba al-Nasra von ihrem Bruder und von Harry Heller besucht. Sie musste allerdings 1928 wegen wirtschaftlicher Probleme ihrer Eltern nach Deutschland zurückkehren.:S. 2
Grete Brauer heiratete 1932 ihren Jugendfreund, den Mediziner Harry Heller (* 16. März 1899 in Berlin; † 3. März 1967 Hofit (Israel)).:S. 2 Im März 1933 verließen sie Deutschland und erreichten 1934 nach Zwischenstationen in Holland und Schottland Palästina, wo Harry Heller eine bedeutende Rolle im palästinensischen und später israelischen Gesundheitswesen spielte. Das Paar und seine beiden Söhne lebten zuerst in Petach Tikwa und ab 1947 in Tel Aviv. Nach dem Tode ihres Mannes zog Grete Heller zu ihren Söhnen nach Kalifornien, wo sie 1982 in Santa Monica verstarb.:S. 2 Die umfangreiche Korrespondenz von ihr und ihrem Bruder überließ sie dem Jüdischen Museum Berlin. Im Findebuch zur Sammlung heißt es, dass vor allem die in den 1920er Jahren verfassten und Beit Zera betreffenden Briefe „anschaulich die Pionierzeit der Kibbutzim in Palästina [dokumentieren] sowie den Kontakt der Zionisten untereinander. Hervorzuheben sind auch die Korrespondenz von Erich und Margarethe Brauer mit dem Bibliothekar und Schriftsteller Werner Kraft sowie vereinzelte Briefe Gershom Scholems.“:S. 1 Die Sammlung, zu der auch Zeugnisse und andere Dokumente gehören, umfasst über 2.200 Briefe und wird ergänzt durch Abschriften von Tagebüchern der Geschwister.

#### Dorle Efrat

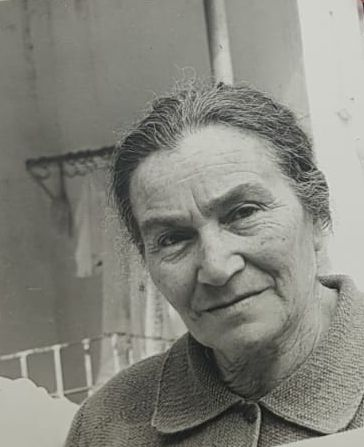
Dorle Efrat (geborene Goitein), ein Gründungsmitglied von Beit Zera

Dorle Efrat wurde als Theodora Goitein (1905–1998) geboren. Sie ist die Tochter von Jacob Löb Goitein, und ihr Vorname wurde von ihrem Vater in Anlehnung an Theodor Herzls Vornamen gewählt, der wenige Monate vor Dorles Geburt gestorben war.
Dorle Goitein war Blau-Weiß-Mitglied und bereitete sich zunächst in einer Gärtnerei in Frankfurt am Main auf ihre Auswanderung nach Palästina vor. Dieser Ausbildungsort dürfte die Jüdische Gartenbauschule für Mädchen gewesen sein, über die die Jüdische Rundschau im März 1920 berichtete und die von der Zionistischen Vereinigung Frankfurt unterhalten wurde. Weitere Stationen ihrer Ausbildung waren dann der Markenhof und – ob davor oder danach, lässt sich zeitlich nicht fixieren – ein einjähriger Besuch einer höheren Schule für Agrarwissenschaft in der Nähe von Bonn. Dabei handelte es sich vermutlich um die Landwirtschaftliche Hochschule Poppelsdorf, heute die Landwirtschaftliche Fakultät der Universität Bonn. Nach Knut Bergbauer habe einige Blau-Weiß-Praktikanten während des Winters an den landwirtschaftlichen Hochschulen in Berlin und Poppelsdorf studiert.
Im Jahre 1924 wanderte Dorle Goitein in Begleitung ihres Cousins Shlomo Dov Goitein, der bereits als Lehrer in Haifa unterrichtete und im Laufe der Sommerferien nach Deutschland gekommen war, nach Palästina aus.

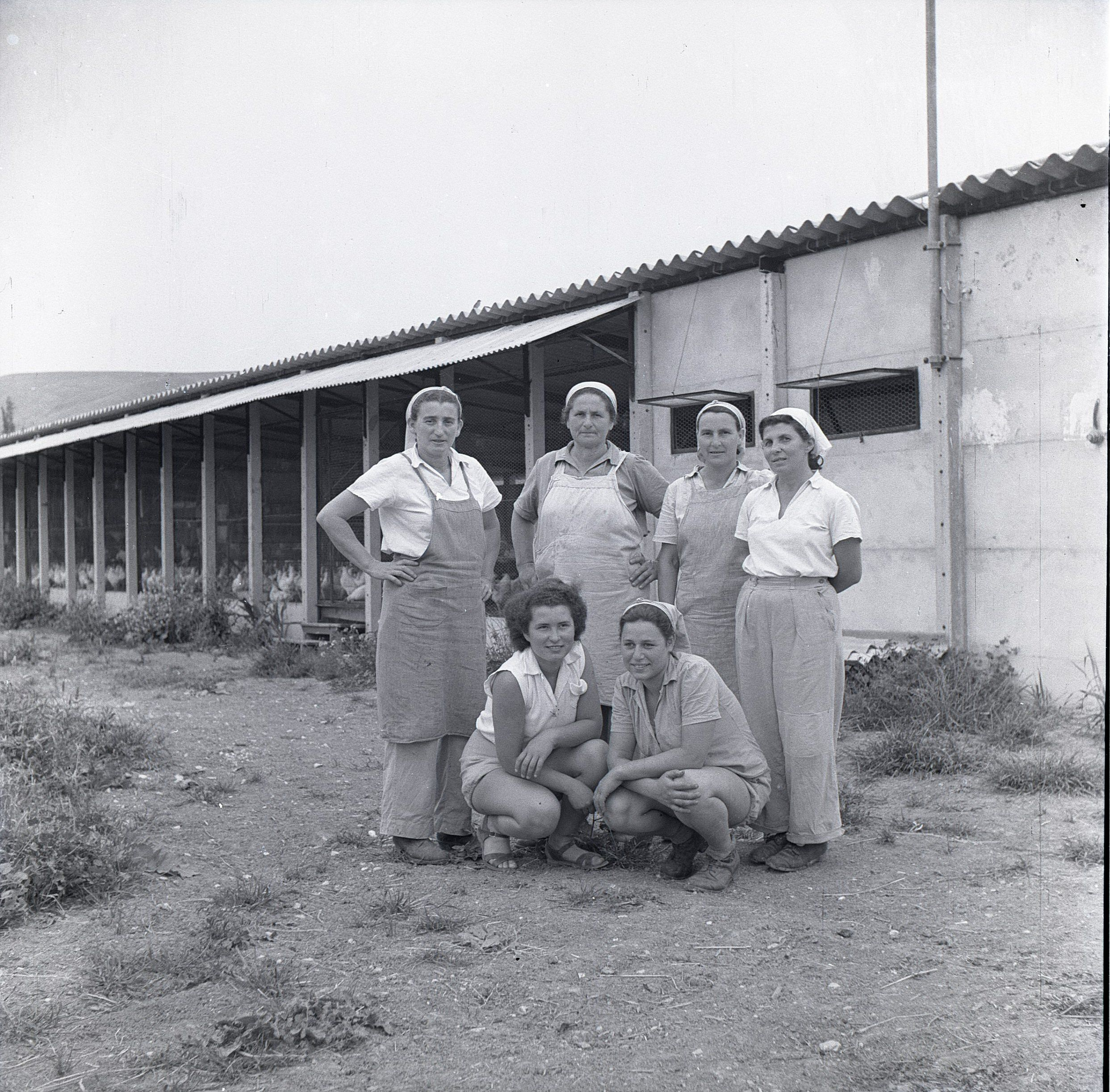
Dorle Efrat (Bildmitte, stehend) vor der Hühnerfarm des Kibbuz (in den 1950er Jahren)

Dorle Goitein schloss sich den Chaluzim an, die sich im Dezember 1923 gemeinsam in Ruba al-Nasra niedergelassen hatten. Zu dieser Gruppe gehörten auch frühere Gefährten von ihr vom Markenhof, und mit ihnen zusammen gründete sie dann später Beit Zera. Kurz nach der Gründung des Kibbuz’ heiratete sie dort 1927 den in Krakau geborenen Zvi Freilich (Fröhlich) (1903–1961), der seinen Nachnamen in Efrat änderte. Zvi stammte aus einer orthodoxen jüdischen Familie und wurde in einer Cheder und in der Jeschiva ausgebildet. Nachdem Abschluss seines Studiums begann er mit den Vorbereitungen für die Einwanderung nach Palästina und wanderte im Alter von 21 Jahren nach Palästina aus, wo er sich der Markenhof-Gruppe anschloss. In Beit Zera arbeitete er als Landmaschinenmechaniker und führte bei Bedarf Reparaturen durch.
Dorle und Zvi Efrats erstes Kind wurde 1927 geboren; ihm folgten 1931 Zwillinge. Dorle war die erste Kindergärtnerin des Kibbuz. Sie hatte weder Pädagogik noch Unterrichten studiert, bildete sich aber durch den Besuch von Pädagogik-Kursen fort. Die Arbeit mit den Kindern war schwierig, da die Pädagoginnen sich um alle Bedürfnisse und Anforderungen der Kinder kümmern und alle organisatorischen und pädagogischen Probleme lösen mussten. Die Kinder lebten außerhalb des Elternhauses im Kinderhaus, das über drei Räume, eine Dusche und eine Essecke verfügte.
Dorle Efrat arbeitete etwa zehn Jahre lang im Kinderhaus und danach in der Gemüsegärtnerei und in der Hühnerfarm des Kibbuz. Viele Jahre lang war sie für den Kleiderladen und das Lager zuständig, und als 1969 der neue Speisesaal gebaut wurde, organisierte sie die Kochteams. Nachdem sie das Rentenalter erreicht hatte, ließ sie sich zur Buchbinderin ausbilden und arbeitete in der Bibliothek des Kibbuz. Nachfahren von ihr leben 2020 noch immer in Beit Zera.

#### Benjamin Porat
Benjamin Porat wurde als Benjamin Freund am 24. August 1897 in der Nähe von Danzig geboren. Sein Vater war Besitzer einer kleinen Fabrik.
Porat besuchte zeitweilig eine jüdische Schule und kam mit 17 Jahren nach Berlin. Er trat einem jüdischen Sportverein bei und schloss sich in Berlin dem Jung-Juda-Kreis um Gershom Scholem an, war aber auch, was für viele Mitglieder dieses Kreises nicht ungewöhnlich war, Mitglied im Blau-Weiß. Nach Tromm hat Porat seine Ausbildung auf dem landwirtschaftlichen Gut der Kupfer- und Messingwerke Hirsch bei Eberswalde erhalten, ebenfalls eine Hachschara-Einrichtung. Er stieß 1923 zu der Gruppe in Ein Ganim und lernte dort die Markenhof-Absolventin Scheindel Kahane kennen, beide heirateten einander später.
Benjamin Freund war spätestens seit Februar 1915 mit Gershom Scholem bekannt und befreundet, wie Scholems Tagebücher aus den Jahren 1913 bis 1923 belegen, und gehörte auch seit dieser Zeit zum Jung-Juda-Kreis. Im Dezember 1922 gehörte Freund zu dem Freundeskreis um Scholem, der eine scharfe Erklärung gegen das Prunner Gesetz und gegen die „prinzipiell landsmannschaftliche Kolonisation durch Gründung einer eigenen Blau-Weiß-Kolonie“ in Palästina veröffentlichte. Die Unterzeichnenden, also auch Freund, bezeichneten sich als Personen, „die zum Teil dem Blau-Weiß angehörten, ihn aber im Laufe der letzten fünf Jahre aus prinzipiellen Gründen verlassen haben“.
Freund kam 1923 nach Palästina und schloss sich der Gruppe in Ein Ganim an. Als Grete Brauer im Oktober 1924 zur Markenhof-Gruppe in Ruba al-Nusra stieß, spielte er dort eine führende Rolle. Bei Grete Brauer aber, die ihn ja schon aus Berlin kannte, stand sein Verhalten innerhalb der Gruppe immer wieder in der Kritik. Sie unterstellte ihm „diktatorische Gedankengänge“:Brief vom 18. November 1924 oder fragte sich, „wieso ich und fast ausschließlich alle anderen ihm so fremd und ablehnend gegenüber stehen. […] Er kann einem beinahe leid tun. Er tappt in bezug auf Menschen so im Dunkeln; mir ist es unverständlich, wie man so blind sein kann.“:Brief vom 7. Februar 1925

#### Alexander Prag
Alexander (Alex) Prag (1902–1966), der sich später den Nachnamen Mohn zulegte, war in Berlin Mitglied des Jung Juda und wanderte 1923 nach Palästina aus.: S. 695 Grete Brauer schilderte ihn in einem Brief vom 1. November 1924 als jemanden, der von den augenblicklichen Verhältnissen inner- und außerhalb der Kwuza enttäuscht sei, aber nicht aufgeben wolle.:Brief vom 1. November 1925 In späteren Briefen kritisierte sie sein Verhalten in der Gruppe scharf und warf ihm vor, „dass er sich fuer ein moralisch hoeher stehendes Wesen haelt als alle anderen in der Kwuza, Benjamin [Freund] und Margot [seine spätere Frau] ausgenommen“.:undatierter Brief Nach Joseph Walk absolvierte er eine landwirtschaftliche Hachschara auf dem Markenhof und wanderte 1923 nach Palästina aus.

#### Georg Eliasberg
Georg Eliasberg war russisch-jüdischer Herkunft und besuchte in Berlin das Werner-Siemens-Realgymnasium und war dort ein Schulkamerad von Chaim Arlosoroff. Von März bis September 1925 besuchte er den Markenhof, der damals schon zum Verkauf stand. Eliasberg und der Sohn des Ökonomen Boris Dawidowitsch Bruzkus (1874–1938) waren die letzten Praktikanten, die eine Ausbildung auf dem Markenhof erhielten. „Nach verschiedenen Zwischenstationen wurde Georg Eliasberg 1927 Mitglied im Kibbuz Beth Sera.“

### Die Frühzeit des Kibbuz
Das erste feste Gebäude in Beth Zera, das Gründerhaus, wurde von dem schon erwähnten Architekten Richard Kauffmann im Bauhaus-Stil entworfen, von dem auch der Gesamtplan für den Kibbuz stammte. Das Gründerhaus präsentierte sich in einem einfachen und funktionalen Design, das an die lokale Landschaft und das Klima Israels angepasst war. Zusammen mit den zwei Jahre später gebauten Kinderhäusern bilden die Gebäude ein Ensemble, den The Founder’s Yard, das vor einigen Jahren von der UNESCO und dem israelischen Rat für die Erhaltung historischer Stätten als historische Stätte anerkannt wurde.

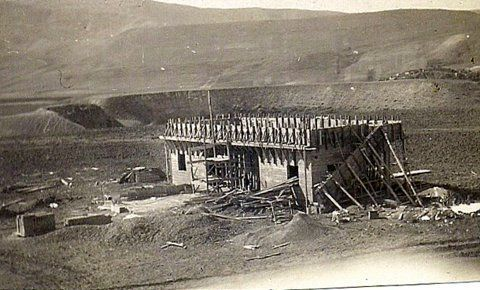
Baustelle des Gründerhauses 1927
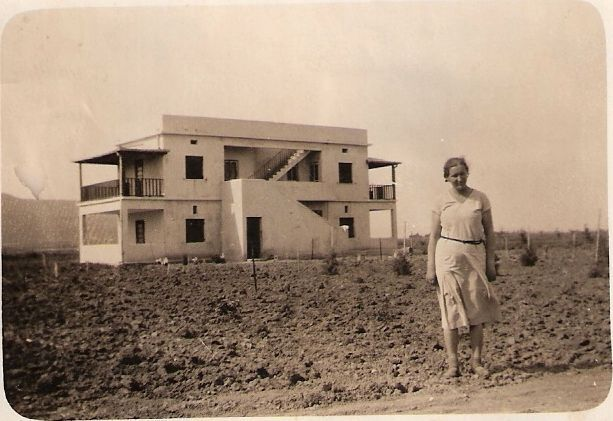
Fertiggestelltes Gründerhaus, 1928. In dem Gebäude befindet sich heute das Archiv von Beit Zera
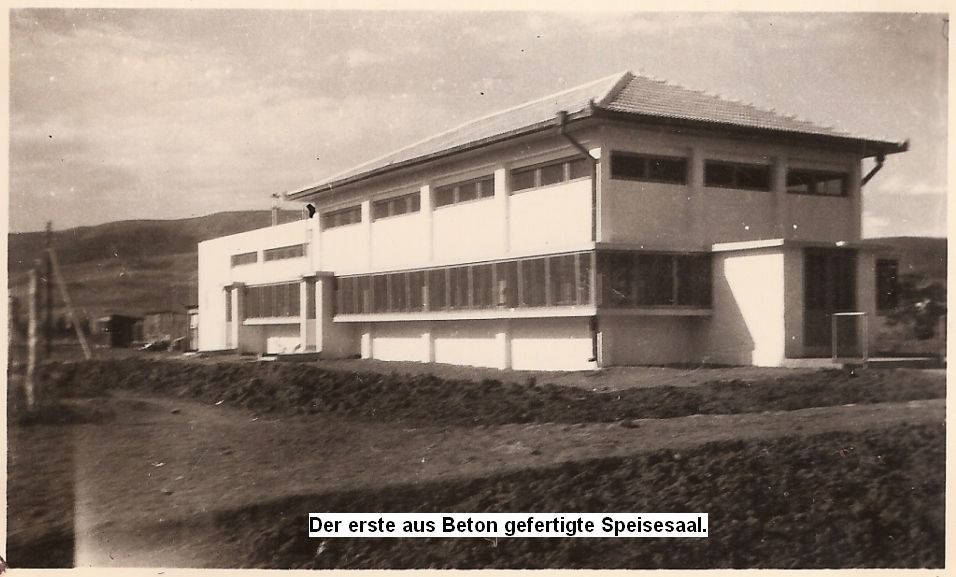
Erster Speisesaal von Beit Zera, um 1929 errichtet
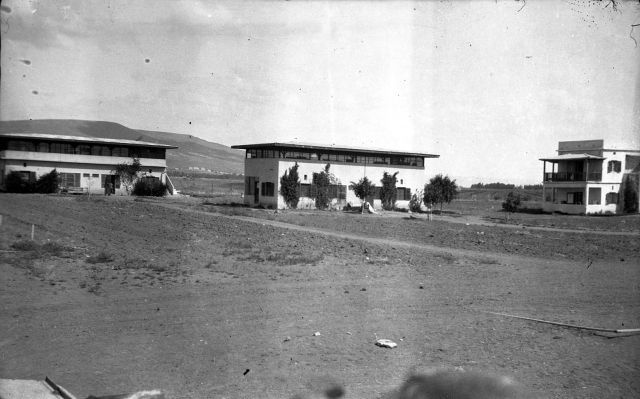
Zentrum von Beit Zera um 1930

Von 1927 bis 1928 besuchte der Ethnologe Erich Brauer seine Schwester Grete. Seine in der Zeit gemachten Fotos dokumentieren eindrucksvoll die ersten beiden Jahre des Kibbuz und den Bau des Gründerhauses. Im Archiv von Beit Zera befindet sich zumindest auch ein Aquarell, mit dem er den Bau des Hauses festgehalten hat.
Im Winter und Frühjahr 1928/1929 unternahm Armin T. Wegner zusammen mit seiner Frau Lola Landau eine Reise, die die beiden auch an den See Genezareth und ins Jordantal führte. Um Ostern 1929 besuchten sie Beth Zera, und in dem Kapitel Am Kreuzweg der Welten in seinem Reisebericht Die Saat der Erde (1930) hielt Wegner seine Eindrücke von dort fest. Er beschrieb die überwiegend großbürgerliche Herkunft der Siedler, die eines Tages Bildung, Elternhaus und alle Aussichten eines sicheren Berufes in Europa hinter sich gelassen hätten, „um mit dem Schweiß ihrer gebeugten Rücken die alte hartherzige Heimaterde Palästinas auszureißen“. Er bewundert, was sie geschaffen haben und stellt fest: „Heute, nach fünf Jahren, findet der Wanderer in Beth Sera schon ein kleines wohlgeordnetes und aufblühendes Gut. Man besitzt sogar einen großen, aus Beton errichteten kühlen Kuhstall mit sauberen Traufen und einer fahrbaren Düngerbahn. Getreideäcker, Orangengärten, Melonenfelder breiten sich rings um den Hof aus.“
Lola Landau hat ihre Eindrücke in einem Artikel festgehalten, der am 29. August 1929 in der SPD-Zeitung Vorwärts veröffentlicht wurde. In Gesprächen mit Bewohnerinnen rekonstruierte sie noch einmal die Gründungsgeschichte und natürlich auch die Geschichte von den akademisch vorgebildeten Landarbeitern. Sie vermittelt aber auch einen Eindruck vom Alltagsgeschehen im Kibbuz und dem sozialen Zusammenleben.

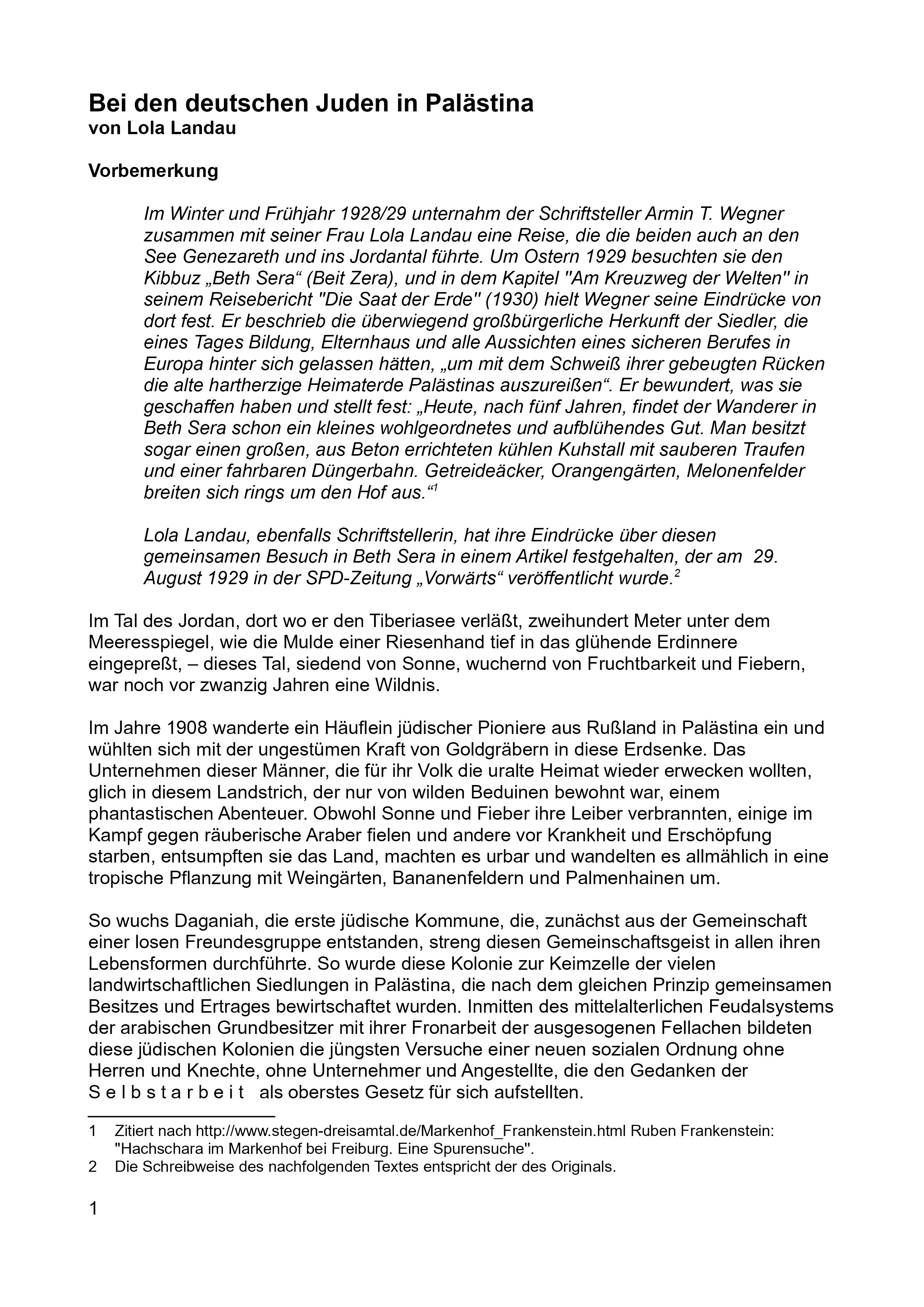
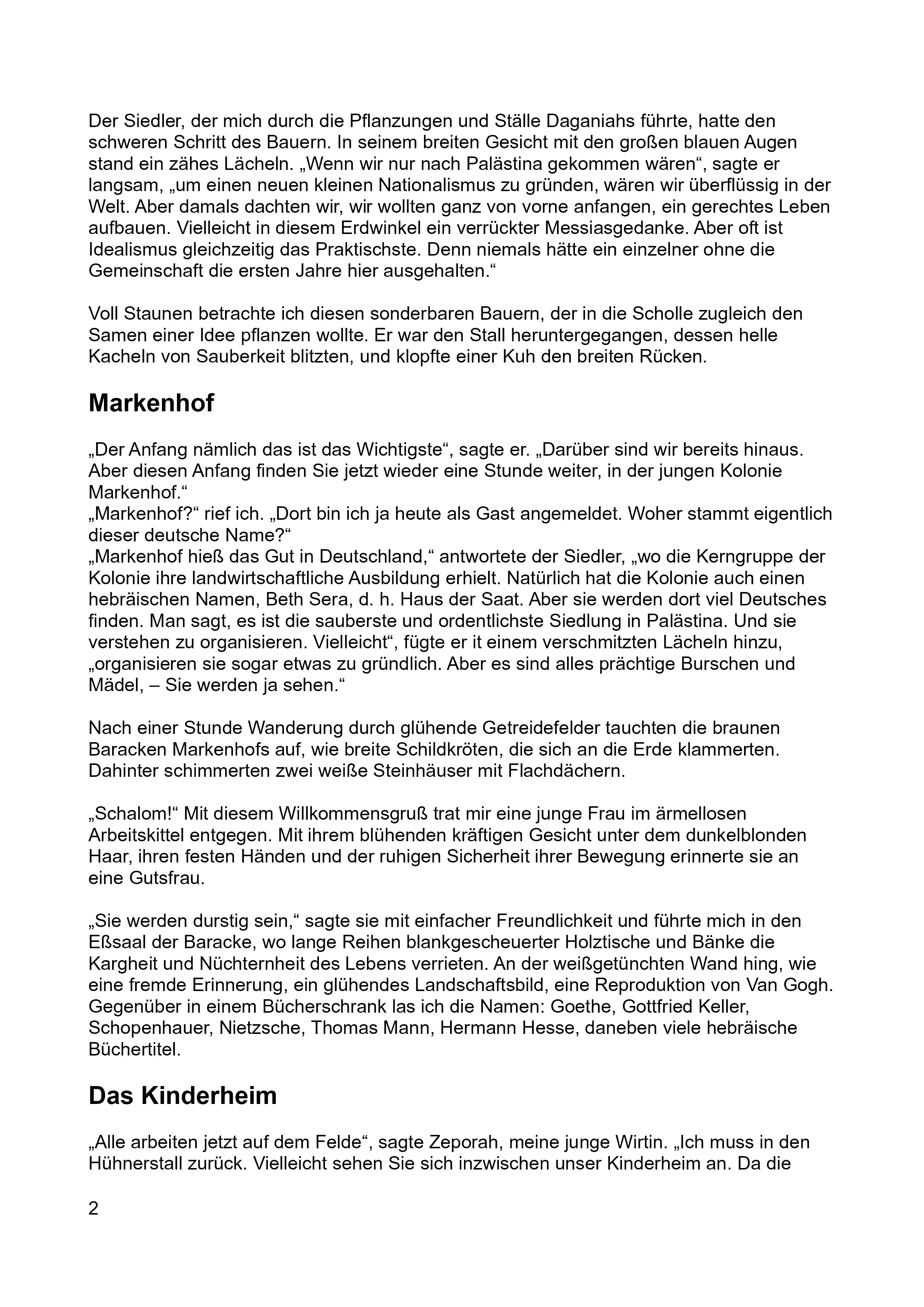
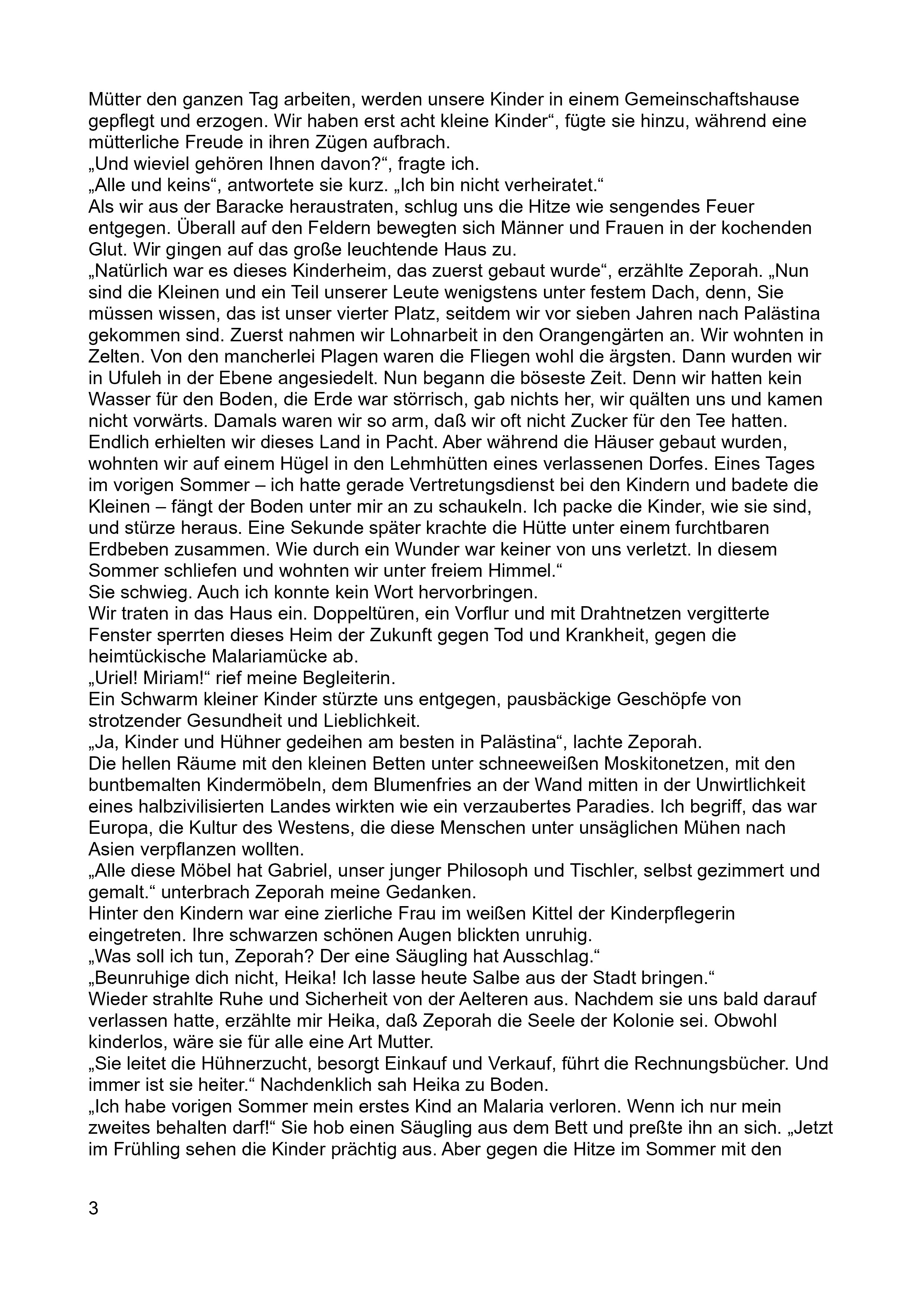
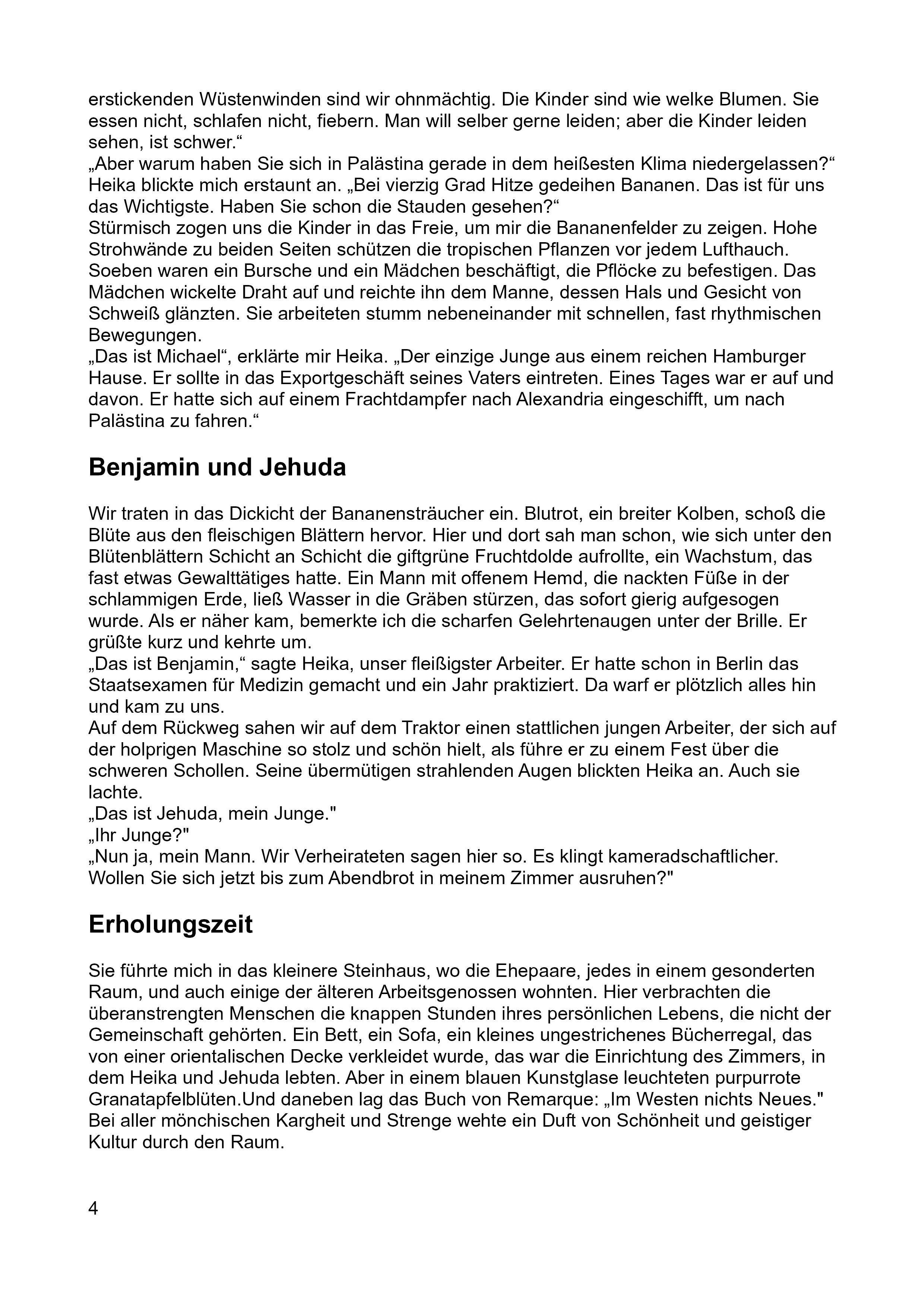
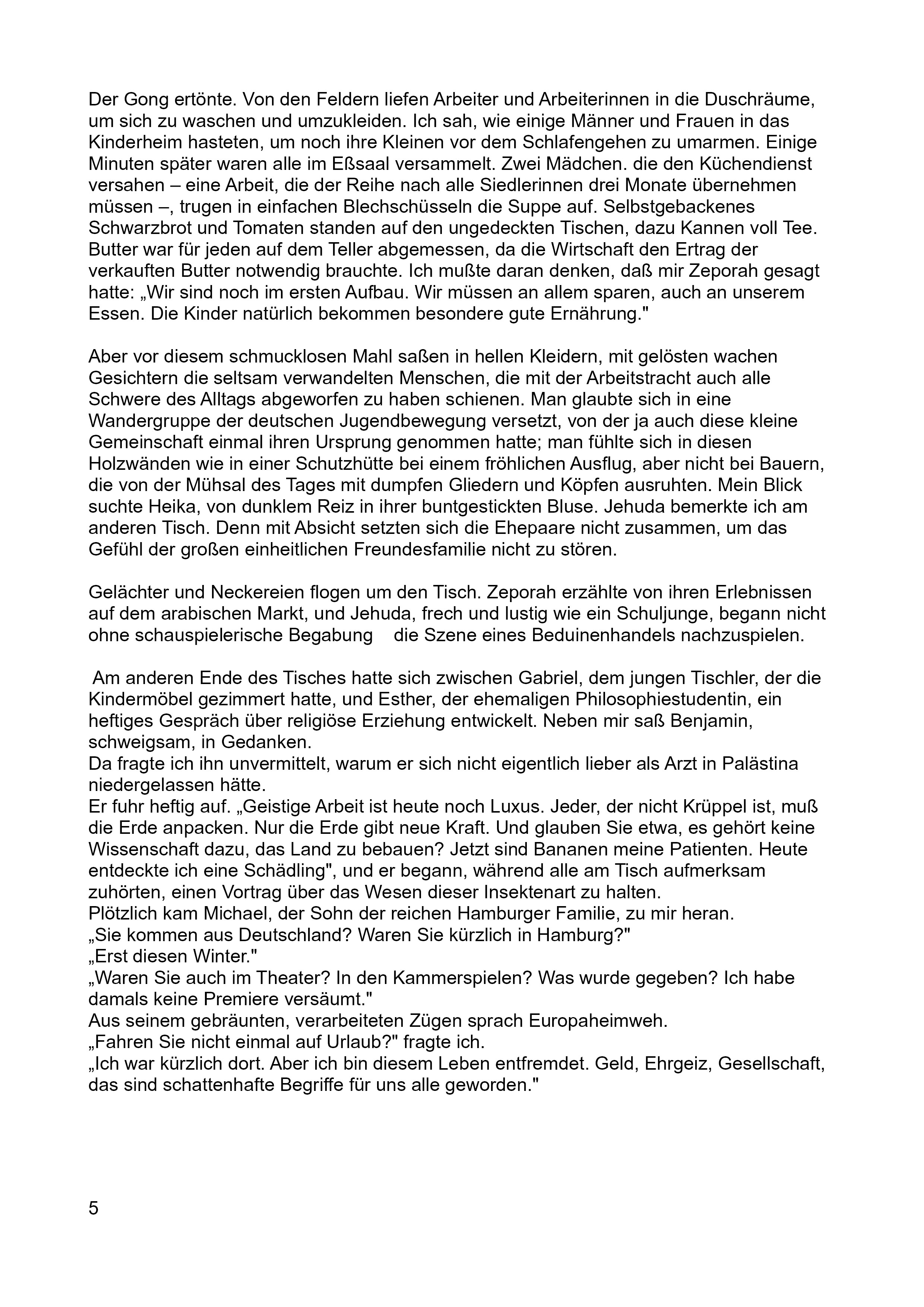
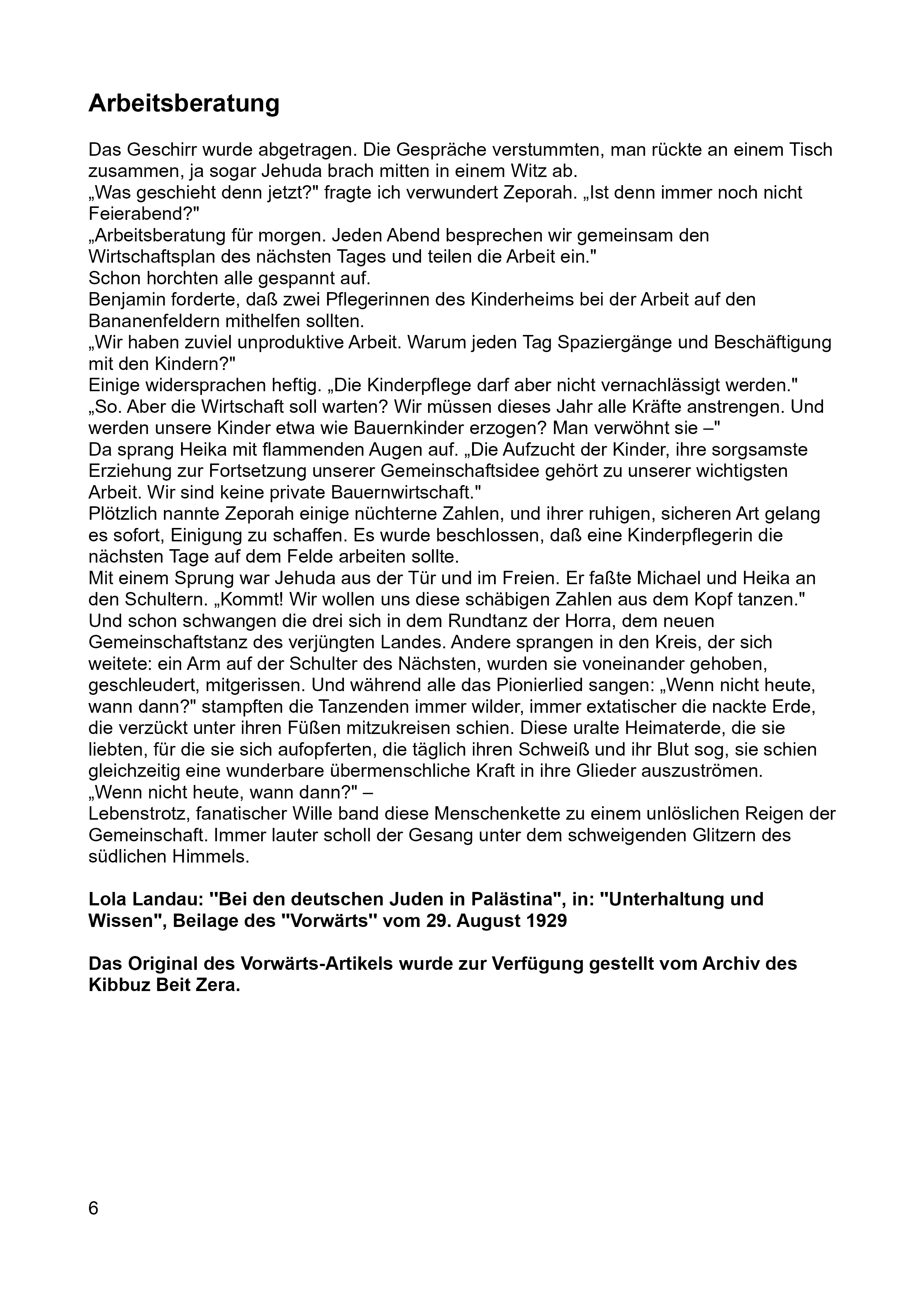

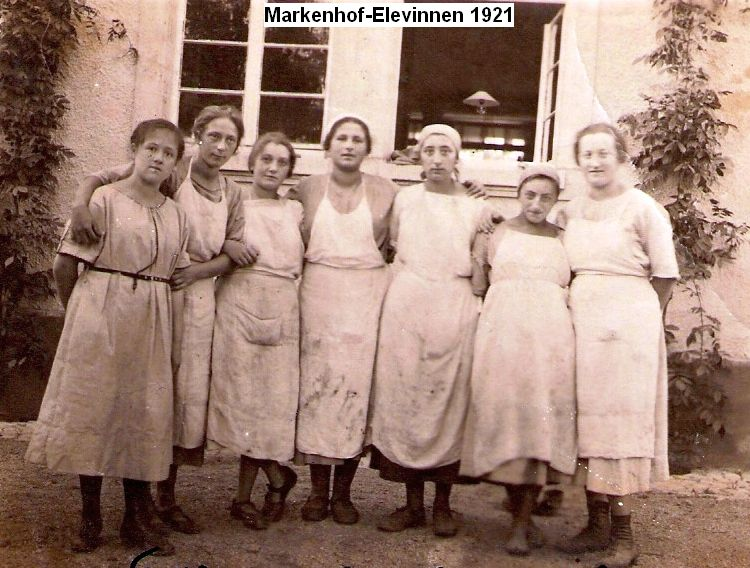
Markenhof-Elevinnen (1921). In der Bildmitte: die von Lola Landau erwähnte Zephora Deutsch, verheiratete Karmel.

Bei der in dem Artikel als Seele der Kolonie vorgestellten Zephora (oder auch Zipora) handelt es sich um die auf dem nebenstehenden Foto in der Bildmitte stehende Frau; Zephora Deutsch, verheiratete Karmel, gehörte zu denen, die ihre Ausbildung auf dem Markenhof erhalten hatten. Was Lola Landau in ihrem Artikel nicht thematisiert, sondern erst in einem 1987 erschienenen Buch von ihr, ist der Umstand, dass ihr in Beit Zera nicht nur Freundlichkeiten entgegengebracht wurden, sondern auch Ablehnung. Die in ihrem Artikel so positiv dargestellte Heika, Heike Lemmler (verheiratete Karmel), warf ihr vor, dass sie in einer Mischehe lebe, durch die sie sich selber aus der jüdischen Gemeinschaft ausgeschlossen habe.
1930 schloss sich Beit Zera dem von HaSchomer HaZaʿir gegründeten linkssozialistischen Kibbuzdachverband Ha-Artzi an, und 1934 erhielt er eine personelle Verstärkung durch eine Gruppe von 65 aus dem polnischen Vilnius zugewanderten Siedlern. Im folgenden Jahr wurde eine Bäckerei gegründet und zwei Jahre später verfügte der Kibbuz über seine erste eigene Herde. Diese Prosperität überzeugte nicht jeden. Werner Kraft reiste im Mai 1935 nach Beit Zera, um dort einen Vortrag über Franz Kafka zu halten. In zwei Briefen an Maximilien Rubel beschrieb er seine Eindrücke: „Beth Sera. Notgezwungenes, sinnloses, heroisches Gemeinschaftsleben, in dem ich nicht leben könnte. Alles an diesen Menschen ist, in solchem Einsatz, bewundernswert, aber ihr Geist ist in Gefahr, zu verkümmern. Alles an mir ist gewöhnlich, aber mein Geist erstarkt.“ (4. Mai 1935) Mit diesem dem Intellektuellen so fremd bleibenden Gemeinschaftsleben versöhnt ihn auch nicht die Landschaft. „Palästina ist ein sehr schönes Land. Das Licht, in der Erscheinung der einfachen, kalten Farben der Landschaft, ist nicht weniger heroisch als das Leben der Menschen in den Kewuzot, deren eine – Beth Sera bei Daganja in der Nähe von Tiberias – ich gesehen habe! Und doch könnte ich so nicht leben.“ (9. Mai 1935)

## Von den späten 1930er Jahren bis heute

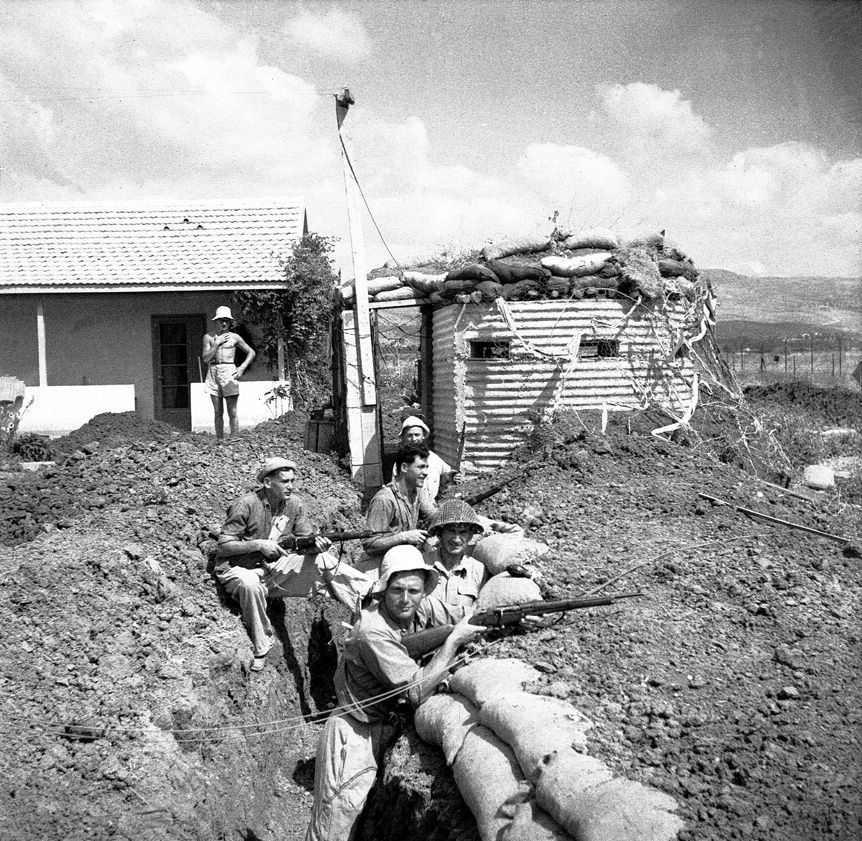
Verteidigung Beit Zeras im Unabhängigkeitskrieg

Infolge der von Deutschland ausgehenden Verfolgung der Juden in Europa wuchs in der 2. Hälfte der 1930er Jahre der Kibbuz rasch an. Einer der neuen Bewohner aus dieser Zeit war der 1936 eingewanderte Jehuda Wallach (1921–2008) aus Haigerloch, der hier auch seine zukünftige Frau Chava Turetzky traf, die er 1940 heiratete. Es folgten Überlebende des Holocausts, eine weitere HaSchomer HaZaʿir-Gruppe aus Vilnius und durch Absolventen einer Ausbildungsstätte in Mischmar haʿEmeq. Gefährlich wurde es dann im Krieg um Israels Unabhängigkeit. Am 15. Mai 1948, einen Tag nach der israelischen Unabhängigkeitserklärung, wurde Beit Zera von Syrien aus bombardiert; es gab ein Todesopfer. Kurz danach fiel die Entscheidung, die Frauen und Kinder nach Haifa zu evakuieren. Rund 80 Mitglieder blieben im Kibbuz, bewaffnet mit 21 Gewehren, mehreren Maschinenpistolen und zwei Maschinengewehren. Anders als Degania, das von Syrern überfallen wurde überstand Beit Zera jedoch die Auseinandersetzungen im Jordantal weitgehend unversehrt.
1952 wurde in dem Kibbutz eine Möbelfabrik unter dem Namen Sefen gegründet, 1963 folgte ein Werk für Kunststoffprodukte. Im Oktober 1973 besetzte Israel im Jom-Kippur-Krieg die Golanhöhen. Anfang Juli 1974 fand in Beit Zera eine Versammlung des Kibbuzdachverbands HaʾArtzi, der der Mapam nahestand, statt. Die überwältigende Mehrheit der Anwesenden stimmte an diesem Abend für die Errichtung eines Kibbutzes auf den Golanhöhen.
Zum 70. Gründungsjubiläum wurde 1997 ein Gedenkstein mit den Namen der ersten Siedler von Beit Zera errichtet. Der Stein trägt die Inschrift Die Pflüger der ersten Furche, die Erbauer des ersten Hauses.
Im Jahr 2008 wurde mit der Privatisierung des Kibbuz begonnen, die 2017 weitgehend abgeschlossen war. Es sollen jedoch auch weiterhin Gemeinschaftsaufgaben durch die Bereitstellung zweckgebundener Mittel gewährleistet sein: Leistungen für Gesundheit, Bildung, Pflege und Hilfen für behinderte und einkommensschwache Menschen. Ein Großteil der Mitglieder des Kibbuz verdienen ihren Lebensunterhalt in der Landwirtschaft (Plantagen, Feldfrüchte, Weinberge, Kuhhaltung), in der Industrie (Arkal Plastic Products und Arkal Filtering Systems), im Tourismus und in kleineren Unternehmen. Einige Kibbuzangehörige arbeiten allerdings auch außerhalb von Beit Zera.
In Beit Zera lebt der hier Mitte der 1940er Jahre geborene Künstler Eitan Arnon, der in seinen Werken Szenen aus der Vergangenheit aufgreift und die Pionierzeiten sowie die Überlebenskämpfe in Bezug auf die Erde, den Bau und die Besiedlung des Landes dokumentiert. Seinen Vater zählt er selber zu den Gründern des Kibbuz. In einem reichbebilderten Artikel aus dem Juni 2018 zeichnet Sabina Lohr ein Porträt des Künstlers und lässt dabei noch einmal die schwierigen Bedingungen des Kibbuz-Lebens zur Zeit von Arnons Kindheit deutlich werden. Sie geht auch ausführlich auf dessen Engagement für ein friedliches Nebeneinander von Israelis und Arabern in Palästina ein.

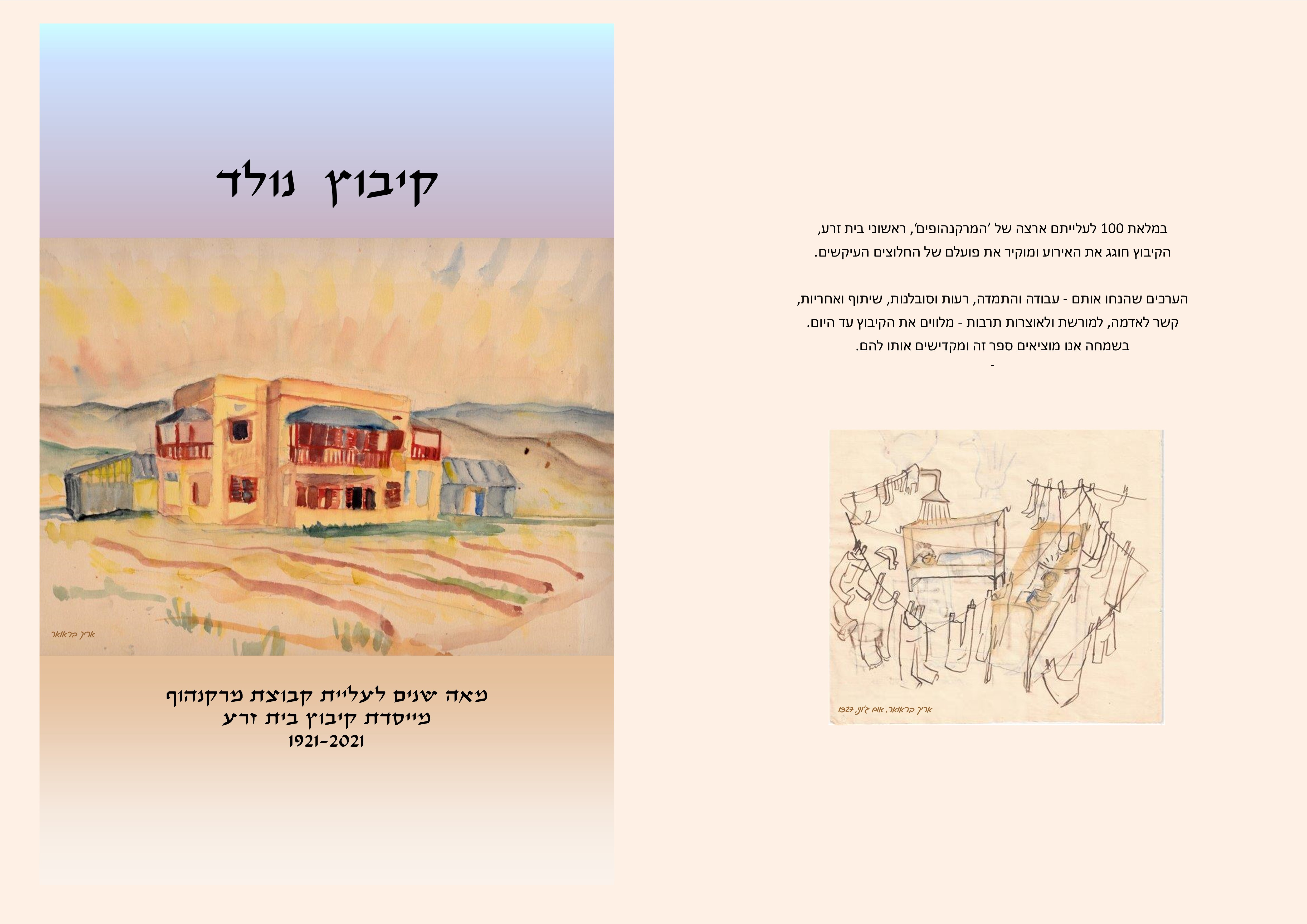
Im November 2021 erschienenes Buch zur Erinnerung an die Einwanderung der ersten Markenhofgruppe nach Palästina im Jahre 1921

## Geburtstag 2021
Mit einem Symposion Ende November und einem Fest am 4. Dezember 2021 wurde am 4. Dezember 2021 an die Ankunft der ersten auf dem Markenhof ausgebildeten Pioniere in Palästina erinnert. Aus der Gruppe gingen später auch einige Gründer und Gründerinnen von Beit Zera hervor. Aus Anlass dieses Geburtstages veröffentlichte das Archiv des Kibbuz ein Buch, das einige Personen aus der Gründergeneration und die Geschichte des Kibbuz vorstellte. Die Titelseite des Buches zeigt ein Aquarell von Erich Brauer, das das oben schon erwähnte erste Haus von Beit Zera zeigt. Auch die Rückseite des Buches gibt eine Zeichnung von Brauer wieder und verdeutlicht die einfachen Kibbuz-Lebensverhältnisse im Jahre 1927. Der Text darüber verweist auf die harte Arbeit der Pioniere und ehrt deren Werte, denen sich der Kibbuz noch immer verpflichtet fühlt.

## Garʿin Tzabar
Garʿin Tzabar (hebräisch גַּרְעִין צַבָּר Garʿīn Zabbar) ist ein Programm und eine gleichnamige Organisation zur Unterstützung von Diaspora-Juden und Israelis, die keine in Israel lebenden Eltern haben, wenn sie in den Dienst der israelischen Verteidigungskräfte (IDF) eintreten. Diese Lone Soldiers (alleinstehende Soldaten) genannten jüdischen Erwachsenen zwischen 18 und 24 Jahren (Männer) beziehungsweise 23 Jahren (Frauen) erfahren eine besondere Unterstützung. Bei ihrer Ankunft in Israel werden die Teilnehmer durch Vermittlung von Garʿin Tzabar von einer israelischen Gemeinschaft adoptiert, die vor und während ihres Militärdienstes ihr Zuhause wird. Daran beteiligen sich in Israel 60 Kibbuzim, darunter auch Beit Zera.